# Drame du Heysel
Pour les articles homonymes, voir Heysel (homonymie).
Le drame du Heysel, survenu le 29 mai 1985 au stade du Heysel de Bruxelles (Belgique), est une bagarre généralisée et un mouvement de foule ayant entrainé la mort de 39 personnes ainsi que 465 blessés. 
C'est l'une des tragédies les plus marquantes liées à une manifestation sportive. Elle est due au hooliganisme anglais. C'est également l'une des principales catastrophes de Belgique. 
Il eut lieu à l'occasion de la finale de Coupe d'Europe des clubs champions 1984-1985 entre Liverpool et la Juventus. Le bilan fut notamment aggravé par l'effondrement des grilles de séparation et d'un muret sous la pression et le poids de supporters.

## L'atmosphère d'avant match

### Deux équipes au sommet
En mai 1985, le Liverpool FC est la meilleure équipe de football en Europe. Vainqueur de quatre des huit éditions de la C1, le club vient à nouveau d'atteindre une finale et cherche à défendre son titre acquis l'année précédente contre l'AS Rome. Une fois de plus, il est opposé à une équipe italienne.
De son côté, la Juventus a été le finaliste malheureux de la Coupe d'Europe 1983 (C1) et le vainqueur de la Coupe des coupes 1984 (C2). Elle comprend dans ses rangs la majeure partie de la Squadra azzurra championne du monde en 1982 et l'un des meilleurs joueurs d'Europe, le double Ballon d'Or (1983 et 1984, il le sera également en 1985) et champion d'Europe 1984, le Français Michel Platini.
Plus tôt dans l'année, en janvier, Liverpool s'est incliné 2-0 à Turin en finale de la Supercoupe d'Europe contre la Juventus. 
Ce match se joua en une partie et non en aller et retour à la suite d'un accord entre les deux présidents de club.

### 1984: Liverpool contre AS Rome
L'année précédente, coïncidence, la finale entre Liverpool FC et l'AS Rome avait eu lieu au Stadio Olimpico de Rome, Liverpool remportant le titre après une séance de tirs au but.
Après le match, des bandes de supporters de la Roma avaient assailli ceux de Liverpool, les obligeant à rebrousser chemin jusqu'à leurs hôtels. Beaucoup de fans avaient été attaqués, battus et blessés. La presse romaine scandalisée titra que ce n'était pas seulement une réaction à la suite de la défaite, mais que les fans de la Roma avaient apporté des armes dans leurs voitures avant le match, en vue de les utiliser après le coup de sifflet final.
Radio City, la station de radio locale de Liverpool, avait aussi fait directement l'expérience de cette violence. Alors que beaucoup de supporters de Liverpool se faisaient attaquer par les gangs de fans de la Roma aux abords du stade, les conducteurs de bus, craignant d'être attaqués, avaient refusé de faire monter les fans de Liverpool dans leurs bus. Beaucoup de fans qui se virent refuser l'accès aux bus trouvèrent alors refuge à l'ambassade britannique. Néanmoins, un conducteur se porta volontaire pour prendre des supporters anglais dans son bus à travers la ville, déposant les gens dans leurs hôtels respectifs. La police montée se posta à l'avant et à l'arrière du bus pour le protéger. L'équipe de Radio City présente dans le bus interviewa les fans qui avaient été blessés et battus. Cette poussée de violence n'eut pas d'écho en Angleterre, au contraire de l'Italie. Le seul journal anglais à relayer l'information fut le quotidien de Liverpool The Liverpool Echo, titrant The Ecstasy and the Agony.
À l'époque, des hypothèses prévoyaient qu'après les événements de Rome en 1984, les hooligans anglais mettraient de côté leurs rivalités lors de la finale de 1985 et chercheraient à prendre leur revanche. Des rumeurs existaient selon lesquelles beaucoup des groupuscules les plus célèbres d'Angleterre seraient là-bas : les MIGS de Luton, les Bushwackers de Millwall, les ICF de West Ham et les Gremlins de Newcastle.

## Le 29 mai 1985

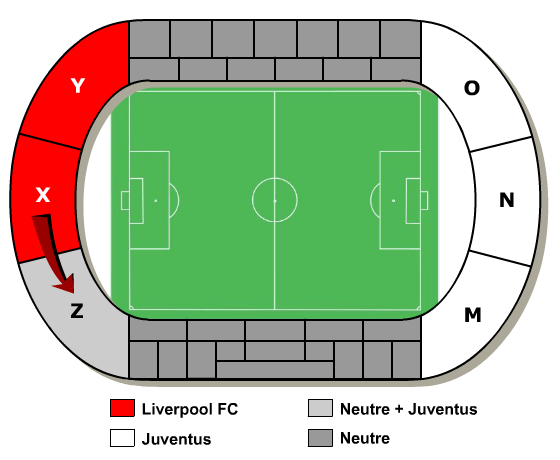
Plan du stade du Heysel – Le bloc Z est chargé par les supporters de Liverpool à proximité.

### La tragédie
Ce mercredi soir, plus de 60 000 personnes doivent assister à la finale dans l'enceinte du stade du Heysel. Les conditions de sécurité et de confort sont mauvaises, d'autant que des milliers de personnes ont pu pénétrer sans billet dans l'enceinte.
Les fans des Reds sont massés dans les blocs X et Y, tandis que le bloc Z voisin comporte de nombreux tifosi italiens. À l'origine, ce bloc devait être occupé par des Belges neutres mais les billets qui ont été mis en vente par des tours opérateurs privés ont fait que beaucoup de sympathisants de la Juventus y trouvent place. Les deux blocs sont séparés par un no man's land d'une quinzaine de mètres.
Avant le match, un match entre deux équipes infantiles U12 est organisé. L'une portant un maillot blanc et l'autre un maillot rouge. Selon une enquête réalisée par le programme Andere Tijden de la NTR et de la VPRO, les supporters de la Juventus et de Liverpool prennent vite parti pour l'une et l'autre équipe. Lors de la première mi-temps de ce match, l'équipe rouge marque 3 buts sous les hourras des supporters anglais. En deuxième mi-temps de ce match, un but marqué par l'équipe jouant en blanc est célébré par les supporters de la Juventus, ce qui va entraîner une réaction d'agacement des supporters anglais.
Vers 19 h 10, plus d'une heure avant le début programmé de la rencontre, et précisément après le but de l'équipe jeune jouant en blanc, la tension entre supporters des deux clubs monte d'un cran. Se traduisant d'abord par des insultes et des jets d'objets divers, des fans de Liverpool vont charger quelques instants plus tard en direction des gradins du bloc Z, où se trouvent de nombreux tifosi italiens. Quelques gendarmes postés dans un couloir de séparation entre les deux groupes sont rapidement débordés. L'essentiel des forces de l'ordre belges se trouve alors à l'extérieur du stade, bien que les incidents fussent insignifiants en ville.
Vers 19 h 20, une centaine d'Anglais envahissent la tribune des Italiens. C'est une prise de tribune, typique de la culture hooligan. Sous la poussée, les Italo-Belges, qui n'ont pas l'habitude de ces pratiques réservées jusque-là aux Îles britanniques, reculent et se replient vers l'autre extrémité de la tribune, causant une bousculade. En bas des gradins, des portes donnant accès à la pelouse sont fermées. Les forces de police présentes sur la pelouse repoussent même des spectateurs qui tentent de fuir par la pelouse. Le piège est en place. Les grilles de séparation et un muret s'effondrent. Des dizaines de personnes sont piétinées et le bilan est lourd : 39 morts au total dont 32 Italiens, 4 Belges, 2 Français et un Nord-Irlandais.
Les tifosi de la Juve, Fighters en tête, qui suivent les événements depuis la tribune opposée, tentent alors d'envahir le terrain afin d'aller en découdre avec les fans anglais. La police belge intervient et évite de peu l'affrontement direct. Un fan italien exhibe même un pistolet et le pointe en direction des policiers belges. Les télévisions de l'Europe entière diffusent ces images en direct. La Télévision Suisse Romande avait une équipe de tournage au cœur du drame.
Vers 21 h 30, les capitaines des deux formations lancent un appel au calme. Quelques minutes plus tard, les deux équipes entrent sur le terrain. Selon l'UEFA, un report du match aurait risqué de raviver la violence. La Juventus l'emportera sur le score d'un but à zéro, marqué par Michel Platini sur penalty accordé pour une faute commise par Gary Gillespie sur Zbigniew Boniek près d'un mètre en dehors de la surface de réparation.
À la fin du match, les joueurs de la Juventus font un tour d'honneur que ne comprennent pas les tifosi. En fait, ils agissent à la demande de la police belge qui utilise ce laps de temps pour évacuer rapidement les supporteurs anglais. La coupe sera remise au club italien en privé, dans un couloir du vestiaire.

### Le match en détail
| 29 mai 1985 | Juventus           | 1 – 0   | Liverpool | Stade du Heysel, Bruxelles, Belgique         |                                              |
| 20:15 UTC+2 | Platini 56e (pen.) | (0 - 0) |           | Spectateurs : 59 000 Arbitrage : André Daina | Spectateurs : 59 000 Arbitrage : André Daina |
| 20:15 UTC+2 | Rapport            |         |           | Spectateurs : 59 000 Arbitrage : André Daina | Spectateurs : 59 000 Arbitrage : André Daina |

| Juventus | Liverpool |

| Juventus :          |    |                           |  |     |
|                     |    |                           |  |     |
| G                   | 1  | Stefano Tacconi           |  |     |
| D                   | 2  | Luciano Favero            |  |     |
| D                   | 3  | Antonio Cabrini           |  |     |
| M                   | 4  | Massimo Bonini            |  |     |
| D                   | 5  | Sergio Brio               |  |     |
| D                   | 6  | Gaetano Scirea (c)        |  |     |
| A                   | 7  | Massimo Briaschi          |  | 84e |
| M                   | 8  | Marco Tardelli            |  |     |
| A                   | 9  | Paolo Rossi               |  | 89e |
| M                   | 10 | Michel Platini 56e (pen.) |  |     |
| M                   | 11 | Zbigniew Boniek           |  |     |
| Remplaçants :       |    |                           |  |     |
| G                   | 12 | Luciano Bodini            |  |     |
| D                   | 13 | Nicola Caricola           |  |     |
| A                   | 14 | Cesare Prandelli          |  | 84e |
| M                   | 15 | Bruno Limido              |  |     |
| M                   | 16 | Beniamino Vignola         |  | 89e |
| Entraîneur :        |    |                           |  |     |
| Giovanni Trapattoni |    |                           |  |     |

| Liverpool :   |    |                  |     |     |
|               |    |                  |     |     |
| G             | 1  | Bruce Grobbelaar |     |     |
| D             | 2  | Phil Neal (c)    |     |     |
| D             | 3  | Jim Beglin       |     |     |
| D             | 4  | Mark Lawrenson   |     | 4e  |
| D             | 5  | Steve Nicol      |     |     |
| D             | 6  | Alan Hansen      |     |     |
| A             | 7  | Kenny Dalglish   |     |     |
| M             | 8  | Ronnie Whelan    |     |     |
| A             | 9  | Ian Rush         |     |     |
| A             | 10 | Paul Walsh       |     | 46e |
| M             | 11 | John Wark        | 38e |     |
| Remplaçants : |    |                  |     |     |
| M             | 13 | Sammy Lee        |     |     |
| D             | 14 | Gary Gillespie   |     | 4e  |
| M             | 15 | Jan Mølby        |     |     |
| M             | 16 | Craig Johnston   |     | 46e |
| G             | 17 | Chris Pile       |     |     |
| Entraîneur :  |    |                  |     |     |
| Joe Fagan     |    |                  |     |     |

## Conséquences
À la suite du visionnage des cassettes de caméra et à des dénonciations, 26 hooligans britanniques sont inculpés de « coups et blessures volontaires avec préméditation », trois Belges (deux des officiers de gendarmerie responsables du maintien de l'ordre, le major Michel Kensier et le capitaine Johan Mahieu, ainsi qu'Albert Roosens, l'ex-secrétaire-général de l'URBSFA) sont inculpés pour homicide involontaire comme auteurs et coauteurs. Le « procès du Heysel » s'ouvre le 17 octobre 1988 au tribunal correctionnel de Bruxelles. Un an plus tard, le 28 avril 1989, le verdict du tribunal tombe : 14 hooligans britanniques sont condamnés à trois ans de prison dont 18 mois avec sursis et 60 000 francs belges d'amende (1 487 €). Onze autres hooligans sont acquittés, le plus souvent au bénéfice du doute. Roosens est condamné à six mois de prison avec sursis et à 30 000 francs d'amende (744 €), Mahieu à neuf mois de prison avec sursis et à 30 000 francs d'amende (744 €) et Kensier est acquitté. Le bourgmestre de Bruxelles et la direction de l'UEFA ne sont pas inquiétés. La cellule de gestion de la crise en place au Ministère de l'Intérieur était alors gardée par Philippe Pignolet. Le procès en appel en 1990 confirme les sanctions, aggrave les peines des hooligans et condamne le secrétaire général de l'UEFA Hans Bangerter (en) à trois mois de prison avec sursis et 30 000 francs belges d'amende. En octobre 1991, les pourvois en cassation des parties civiles sont rejetés. Le montant des indemnisations avoisinant les 250 millions (6,2 millions d'euros) est réparti entre l'État (42,5 %), l'URBSFA (42,5 %) et l'UEFA (15 %).
La justice belge condamne lourdement les autorités responsables pour avoir autorisé la tenue d'un match dans une enceinte vétuste. L’ancien secrétaire général de l’Union belge de football, Alain Courtois, évoque même de la corruption au sein de la Fifa,.  L'UEFA, dans la foulée, met en place toute une batterie de normes strictes avec obligation des places assises et prive pendant 3 ans tous les clubs anglais de participation en coupes d'Europe (la durée sera finalement prolongée à 5 ans après de nouveaux incidents impliquant des supporters anglais lors de l'Euro 88 en Allemagne). Liverpool est interdit de coupe d'Europe pendant 10 ans, peine qui sera finalement réduite à 6 ans. Il faudra toutefois attendre la tragédie de Hillsborough en 1989 pour voir mise en place en Angleterre une politique cohérente relative à la sécurité et au confort des spectateurs. En France, c'est le drame de Furiani en 1992 qui conduira l'UEFA à édicter des obligations sur la configuration optimale des tribunes de stade, notamment pour celles destinées à la réception des rencontres professionnelles : « Pour des matchs de niveau professionnel, les sites doivent être entièrement équipés de sièges (alors que des zones de places debout sont autorisées aux niveaux junior et amateur). Les sièges de fortune ou provisoires ne sont pas admis ». En Belgique, la loi football est votée en 1998 afin de sécuriser les stades de football. Celle-ci est modifiée en juin 2018.
Depuis, le stade du Heysel a été rénové et rebaptisé stade Roi Baudouin. Michel Platini a toujours refusé d'y revenir. Il a été critiqué par certains journalistes pour avoir, après son penalty, hurlé sa joie malgré les circonstances dramatiques, ce à quoi il a répondu : « Ceux qui me reprochent cette joie n'ont jamais marqué un but de leur vie. » Il a expliqué ultérieurement qu'il avait complètement occulté les morts alors qu'il se concentrait sur le match.

## Les victimes
Au total, 39 personnes perdirent la vie (32 Italiens supporters de la Juventus, 4 Belges, 2 Français et un Nord-Irlandais).
| Nationalité     | Morts |
| --------------- | ----- |
| Italie          | 32    |
| Belgique        | 4     |
| France          | 2     |
| Irlande du Nord | 1     |
| Total           | 39    |

Voici les noms publiés par le journal italien Guerin Sportivo le 5 juin 1985. Entre parenthèses, l'âge des victimes :
| - Rocco Acerra (29) - Bruno Balli (50) - Alfons Bos (35) - Giancarlo Bruschera (21) - Andrea Casula (11) - Giovanni Casula (44) - Nino Cerrullo (24) - Willy Chielens (41) - Giuseppina Conti (17) - Dirk Daeninckx (38) | - Dionisio Fabbro (51) - Jacques François (45) - Eugenio Gagliano (35) - Francesco Galli (25) - Giancarlo Gonnelli (20) - Alberto Guarini (21) - Giavacchino Landinni (50) - Roberto Lorentini (31) - Barbara in Margiotta Lusci (58) - Franco Martelli (46) | - Loris Massore (28) - Gianni Mastroiaca (20) - Sergio Bastino Mazzino (38) - Luciano Rocco Papaluca (38) - Luigi Pidone (31) - Benito Pistolato (50) - Patrick Radcliffe (38) - Domenico Ragazzi (44) - Antonio Ragnanese (29) - Claude Robert (27) | - Mario Ronchi (43) - Domencio Russo (28) - Tarcisio Salvi (49) - Gianfranco Sarto (47) - Mario Spanu (41) - Amedeo Giuseppe Spolaore (55) - Tarcisio Venturin (23) - Jean-Michel Walla (32) - Claudio Zavaroni (28) |

## Évocations du drame dans les arts
L'écrivain français Laurent Mauvignier a basé son roman polyphonique, Dans la foule (Les Éditions de minuit, 2006), sur le drame de Heysel.
La chanson Miss Maggie de Renaud a été composée à la suite de ce drame.
Bernard Werber mentionne le drame dans La Diagonale des reines (le drame aurait été provoqué volontairement par l'une des protagonistes du roman, dans le cadre d'une action terroriste de IRA, afin d'éliminer une cible de ce groupe).
Marco Tullio Giordana évoque le drame du Heysel dans Appuntamento a Liverpool.
Pierre Desproges, dans sa chronique sur France Inter le 16 juin 1986, parle du drame pour souligner l'absurdité de la situation.